# Платтер, Бруно
Бруно Платтер (нем. Bruno Platter, родился 21 марта 1944 в Унтеррин на Риттене, Больцано, Италия) — с 25 августа 2000 года по 22 августа 2018 года великий магистр Тевтонского ордена.
Вступил в орден в 1963 году. 12 сентября 1964 года начал изучение теологии. После окончания обучения 29 сентября 1969 года вступил в сан священника и стал служить в Южном Тироле. Здесь он среди прочего был управляющим провинцией и доктором теологии в Университете Инсбрука. С 1974 по 2000 год был ректором конвикта (закрытого учебного заведения при католических семинариях) в Больцано.
25 августа 2000 года был выбран великим магистром Тевтонского ордена. 29 октября 2000 года получил от епископа Бриксена Вильгельма Эггера сан аббата.